# Schloss Haitzing

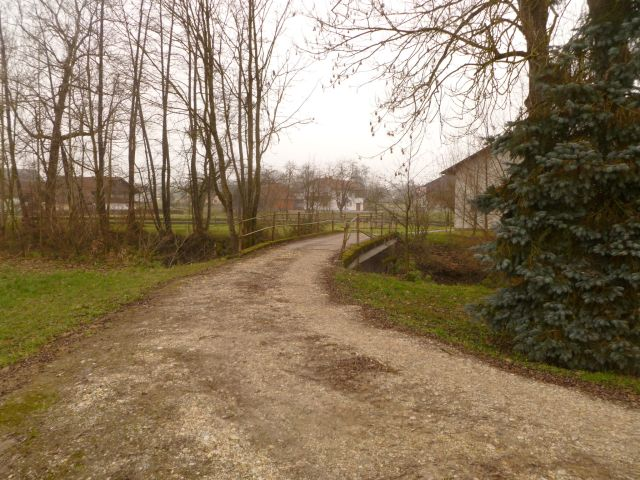
Schloss Haitzing „Schlossbrücke“

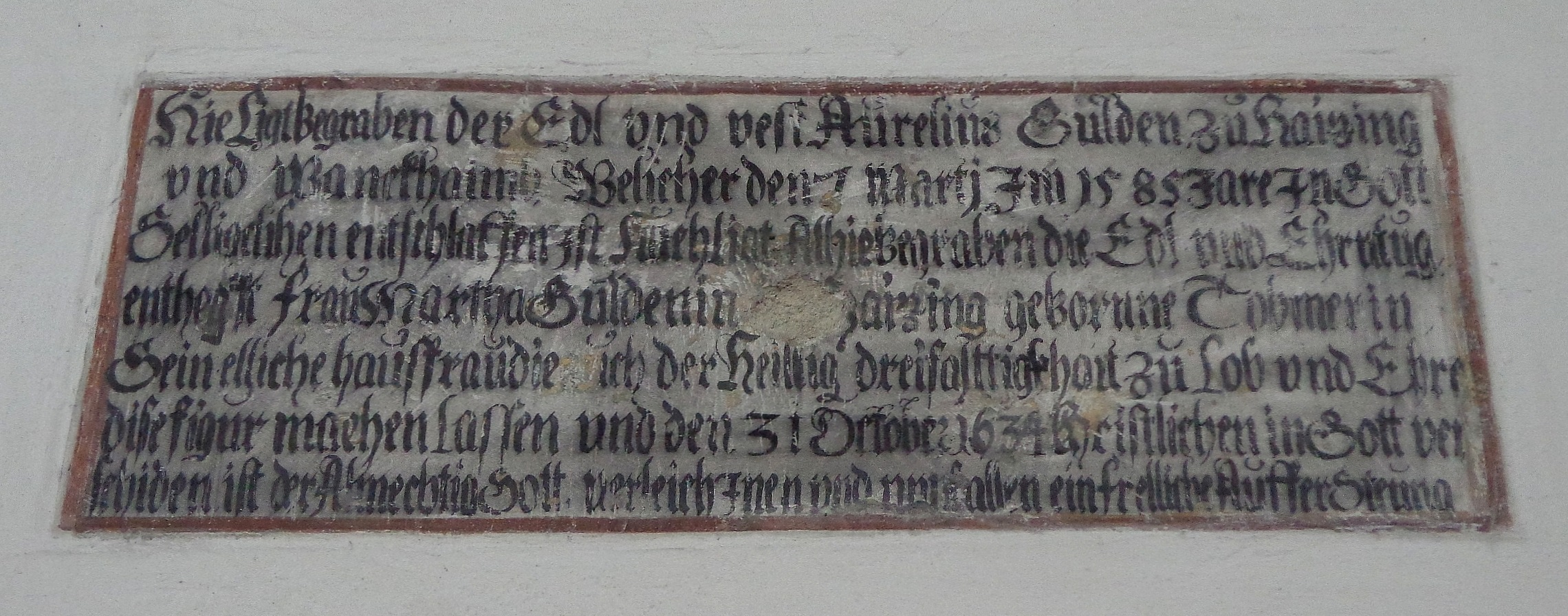
Pfarrkirche Andorf, Denkmal des bayerischen Hofrates Dr. Aurelius Gülden aus dem Geschlecht der Gold von Lampoding, Inhabers der Herrschaft Haitzing

Das ehemalige Schloss Haitzing lag in dem jetzigen Ortsteil Heitzing der Gemeinde Andorf im Bezirk Schärding.
Der Sitz zu Haitzing war mit dem Hofmarksrecht ausgestattet. Hartwic von Hautzing wird 1263 als Zeuge bei der Übergabe eines Gutes an das Stift Reichersberg genannt. 1424 werden als Besitzer Michel, Bartlme, Hanns und Steffan die Pawr zw Haiczing, die Söhne des Thoman des Pawr genannt. 1472 wird die Edelvest des Wallther Pawr (Pauer) zu Haytzing erwähnt. Anna Ruesdorf, geborene Pauer, verkaufte den Besitz an den fürstlichen Hofrat Dr. Aurelius Gülden. Von diesem kam es an seine Tochter Barbara und dessen Gemahl Stephan von Armannsberg auf Wagham. Dieser übergab es 1639 der Tochter Maria Martha und ihrem Gatten, Hanns Wolfgang Freiherrn von Ruestorf auf Kleberg. Im Jahre 1665 war Johann Franz, Freiherr von Ruestorf auf Kleberg, kurfürstlicher Rat und Kämmerer, Eigentümer des Schlosses. 1702 folgte Ferdinand Franz von Ruestorf.
Um das Jahr 1680 wurde der zum Schloss gehörende Meierhof verkauft. Die Gründe wurden parzelliert und darauf Häuser erbaut. 1779 findet sich eine Erwähnung von Hofmarch und Schloss Haizing. Besitzer waren damals der kaiserliche Rat Sebastian Tobner und 1779 die Grafen von Franking, die es 1827 vertauschten. Seit wann Schloss Haitzing nicht mehr besteht, ist nicht genau bekannt.
An das Schloss erinnert heute nur mehr ein Steg über die Pram, der Schlossbrücke genannt wird.